# Браун, Майк (боец)
Майкл Томас Браун (англ. Michael Thomas Brown; род. 8 сентября 1975, Портленд) — американский боец смешанного стиля, представитель лёгкой и полулёгкой весовых категорий. Выступал на профессиональном уровне в период 2001—2014 годов, известен по участию в турнирах бойцовских организаций UFC, WEC, Deep, BodogFIGHT и др. Владел титулом чемпиона WEC в полулёгком весе.

## Биография
Майк Браун родился 8 сентября 1975 года в городе Портленд, штат Мэн. Во время учёбы в старшей школе серьёзно занимался борьбой, в 1992 году становился чемпионом штата. Затем поступил в Норвичский университет, где так же состоял в борцовской команде.

### Начало профессиональной карьеры
Дебютировал в смешанных единоборствах на профессиональном уровне в апреле 2001 года, заставил своего соперника сдаться с помощью «американы» уже в первом раунде. Спустя несколько месяцев потерпел первое в карьере поражение, в поединке с бразильцем Эрмисом Франса попался на «треугольник» и вынужден был сдаться.
Дрался в небольших американских промоушенах, таких как Mass Destruction, Hardcore Fighting Championships, Absolute Fighting Championships и др. Завоевал титул чемпиона AFC в полулёгкой весовой категории.

### Ultimate Fighting Championship
Имея в послужном списке девять побед и только одно поражение, Браун привлёк к себе внимание крупнейшей бойцовской организации мира Ultimate Fighting Championship и в апреле 2004 года впервые вышел в октагон, встретившись с японцем Гэнки Судо. Он не смог одолеть своего соперника, сдался в первом раунде в результате успешно проведённого «треугольника», и из-за этого поражения вынужден был покинуть организацию.

### Дальнейшая карьера
Покинув UFC, Браун продолжил выступать в менее престижных промоушенах, защитил свой титул чемпиона AFC, встретился с соотечественником Джо Лозоном, проиграв ему в третьем раунде в результате проведённого удушающего приёма сзади.
В 2005 году в числе прочего сотрудничал с японской организацией Deep, где принимал участие в гран-при полулегковесов — на стадии четвертьфиналов благополучно прошёл Такэси Ямадзаки, но в полуфинале технической сдачей уступил Масакадзу Иманари.
В декабре 2006 года успешно выступил на турнире BodogFIGHT в России, выиграв по очкам у Ива Эдвардса.

### World Extreme Cagefighting
Находясь на серии из шести побед, в 2008 году перешёл в большую организацию World Extreme Cagefighting, где успешно дебютировал с победы над Джеффом Карреном.
Благодаря череде удачных выступлений удостоился права оспорить титул чемпиона WEC в полулёгком весе, который на тот момент принадлежал Юрайе Фейберу — Фейбер удерживал пояс уже около двух с половиной лет и считался сильнейшим бойцом мира в этой весовой категории. Браун был рад подраться с таким сильным соперником и считал, что его тренировок в зале American Top Team будет достаточно для победы. Изначально чемпионский бой планировался на сентябрь 2008 года, но из-за надвигавшегося на Флориду урагана Айк руководство решило перенести его на ноябрь. Исход поединка оказался неожиданным, в середине первого раунда имевший статус явного фаворита Фейбер предпринял попытку нанести рисковый удар локтем и нарвался на встречный правый боковой, пришедшийся точно в подбородок. Браун набросился на упавшего чемпиона и нанёс ещё несколько безответных ударов, в результате чего рефери зафиксировал технический нокаут.
В марте 2009 года Браун провёл первую защиту полученного чемпионского титула против техасца Леонарда Гарсии. Претендент начал поединок весьма агрессивно, но из-за неудачного выпада ненадолго потерял ориентацию в пространстве и пропустил правый прямой. Последующими ударами Браун нанёс Гарсии рассечение, после чего забрал спину и предпринял попытку удушения сзади. Гарсия сумел закрыть гард, но не удержал соперника, и Браун из позиции фулл-маунта вышел на «ручной треугольник». Таким образом, уже на второй минуте первого раунда Гарсия сигнализировал о сдаче. Сохранивший за собой чемпионский титул Браун отметил, что не чувствовал себя чемпионом после боя с Фейбером, но теперь это чувство к нему пришло.
Юрайя Фейбер после поражения от Брауна сумел победить довольно сильного бойца Дженса Палвера и вновь получил право подраться за титул. Второй бой между ними прошёл в июне 2009 года в Сакраменто, родном городе Фейбера, и Браун разочаровал местных болельщиков — выглядел увереннее во всех пяти раундах и победил единогласным решением судей. С этого момента за ним закрепилась слава сильнейшего полулегковеса мира, его неоспоримое превосходство отмечали эксперты Sherdog и ESPN.
Третья защита состоялась в ноябре 2009 года на турнире в Лас-Вегасе, Браун встретился с бразильским проспектом Жозе Алду и потерпел поражение техническим нокаутом во втором раунде — таким образом он лишился чемпионского титула, а его впечатляющая серия из десяти побед подряд прервалась.
Продолжая выступать в клетке WEC, в 2010 году Майк Браун выиграл у Энтони Моррисона и Коула Провинса, но проиграл Манвелу Гамбуряну.

### Возвращение в UFC
Когда в октябре 2010 года организация WEC была поглощена более крупным игроком на рынке смешанных единоборств Ultimate Fighting Championship, все сильнейшие бойцы оттуда автоматически перешли на контракт к новому владельцу, в том числе перешёл и Браун. Тем не менее, возвращение в UFC оказалось для него не очень удачным, началось с поражений решениями бразильцам Диегу Нунису и Рани Яхья.
Он вынужден был пропустить около полугода из-за операции на правой руке, но затем вернулся и взял верх над такими бойцами как Нам Фан и Дэниел Пинеда. В тот момент он уже начал задумываться о завершении спортивной карьеры, так как с возрастом его тело восстанавливалось всё хуже, однако в июле 2012 года всё же подписал с организацией новый контракт, рассчитанный ещё на пять боёв.
В качестве следующего соперника на август 2013 года ему подобрали представителя Швеции Акиру Корассани, но тот травмировался и был заменён Стивеном Сайлером. В итоге Сайлер отправил Брауна в нокаут уже на 50 секунде первого раунда.
На апрель 2014 года планировался бой против Эстевана Пайана, но из-за травмы Браун вынужден был сняться с турнира, и его заменили новичком организации Алексом Уайтом. В ходе этой ситуации Браун не объявил о завершении карьеры, но отметил, что скорее всего больше не будет драться.

## Статистика в профессиональном ММА
| Боёв 35  | Побед 26 | Поражений 9 |
| -------- | -------- | ----------- |
| Нокаутом | 5        | 3           |
| Сдачей   | 13       | 4           |
| Решением | 8        | 2           |

| Результат | Рекорд | Соперник          | Способ                           | Турнир                             | Дата             | Раунд | Время | Место                   | Примечание                                                             |
| --------- | ------ | ----------------- | -------------------------------- | ---------------------------------- | ---------------- | ----- | ----- | ----------------------- | ---------------------------------------------------------------------- |
| Поражение | 26-9   | Стивен Сайлер     | KO (удары руками)                | UFC Fight Night: Shogun vs. Sonnen | 17 августа 2013  | 1     | 0:50  | Бостон, США             |                                                                        |
| Победа    | 26-8   | Дэниел Пинеда     | Единогласное решение             | UFC 146                            | 26 мая 2012      | 3     | 5:00  | Лас-Вегас, США          |                                                                        |
| Победа    | 25-8   | Нам Фан           | Единогласное решение             | UFC 133                            | 6 августа 2011   | 3     | 5:00  | Филадельфия, США        |                                                                        |
| Поражение | 24-8   | Рани Яхья         | Единогласное решение             | UFC: Fight for the Troops 2        | 22 января 2011   | 3     | 5:00  | Форт-Худ, США           |                                                                        |
| Поражение | 24-7   | Диегу Нунис       | Раздельное решение               | UFC 125                            | 1 января 2011    | 3     | 5:00  | Лас-Вегас, США          |                                                                        |
| Победа    | 24-6   | Коул Провинс      | TKO (удары руками)               | WEC 51                             | 30 сентября 2010 | 1     | 1:18  | Брумфилд, США           |                                                                        |
| Поражение | 23-6   | Манвел Гамбурян   | KO (удары руками)                | WEC 48                             | 24 апреля 2010   | 1     | 2:22  | Сакраменто, США         |                                                                        |
| Победа    | 23-5   | Энтони Моррисон   | Сдача (удушение сзади)           | WEC 46                             | 10 января 2010   | 1     | 1:54  | Сакраменто, США         |                                                                        |
| Поражение | 22-5   | Жозе Алду         | TKO (удары руками)               | WEC 44                             | 18 ноября 2009   | 2     | 1:20  | Лас-Вегас, США          | Лишился титула чемпиона WEC в полулёгком весе.                         |
| Победа    | 22-4   | Юрайя Фейбер      | Единогласное решение             | WEC 41                             | 7 июня 2009      | 5     | 5:00  | Сакраменто, США         | Защитил титул чемпиона WEC в полулёгком весе; Бой вечера.              |
| Победа    | 21-4   | Леонард Гарсия    | Сдача (треугольник руками)       | WEC 39                             | 1 марта 2009     | 1     | 1:57  | Корпус-Кристи, США      | Защитил титул чемпиона WEC в полулёгком весе; Приём вечера.            |
| Победа    | 20-4   | Юрайя Фейбер      | TKO (удары руками)               | WEC 36                             | 5 ноября 2008    | 1     | 2:23  | Холливуд, США           | Выиграл титул чемпиона WEC в полулёгком весе; Нокаут вечера.           |
| Победа    | 19-4   | Джефф Каррен      | Единогласное решение             | WEC 34                             | 1 июня 2008      | 3     | 5:00  | Сакраменто, США         |                                                                        |
| Победа    | 18-4   | Мэнни Рейес       | Сдача (удушение сзади)           | Premier X-treme Fighting           | 8 декабря 2007   | 1     | 1:46  | Холливуд, США           |                                                                        |
| Победа    | 17-4   | Эбен Орос         | TKO (удары руками)               | HOOKnSHOOT: BodogFIGHT             | 24 ноября 2007   | 1     | 3:15  | Эвансвилл, США          |                                                                        |
| Победа    | 16-4   | Ив Эдвардс        | Единогласное решение             | BodogFIGHT: Clash of the Nations   | 16 декабря 2006  | 3     | 5:00  | Санкт-Петербург, Россия | Бой в лёгком весе.                                                     |
| Победа    | 15-4   | Джейсон Брайант   | TKO (удары руками)               | Absolute Fighting Championships 19 | 21 октября 2006  | 1     | 1:26  | Бока-Ратон, США         |                                                                        |
| Победа    | 14-4   | Рокки Лонг        | Сдача (удушение сзади)           | Kick Enterprises                   | 9 сентября 2006  | 2     | 1:32  | Форт-Майерс, США        |                                                                        |
| Победа    | 13-4   | Дастин Нис        | Сдача (гильотина)                | Absolute Fighting Championships 18 | 26 августа 2006  | 1     | 0:50  | Бока-Ратон, США         |                                                                        |
| Поражение | 12-4   | Масакадзу Иманари | Техническая сдача (замок колена) | Deep: 22 Impact                    | 2 декабря 2005   | 2     | 3:38  | Токио, Япония           | Полуфинал гран-при Deep в полулёгком весе.                             |
| Победа    | 12-3   | Такэси Ямадзаки   | Единогласное решение             | Deep: 21st Impact                  | 28 октября 2005  | 3     | 5:00  | Токио, Япония           | Четвертьфинал гран-при Deep в полулёгком весе.                         |
| Победа    | 11-3   | Таиё Накахара     | Сдача (треугольник руками)       | GCM: D.O.G. 2                      | 11 июня 2005     | 2     | N/A   | Токио, Япония           |                                                                        |
| Победа    | 10-3   | Ренато Таварес    | Единогласное решение             | Absolute Fighting Championships 10 | 30 октября 2004  | 3     | 5:00  | Форт-Лодердейл, США     | Защитил титул чемпиона AFC в полулёгком весе.                          |
| Поражение | 9-3    | Джо Лозон         | Сдача (удушение сзади)           | CZ 8: Street Justice               | 2 октября 2004   | 3     | 2:14  | Ревир, США              | Бой за вакантный титул чемпиона USKBA U.S. во втором полусреднем весе. |
| Поражение | 9-2    | Гэнки Судо        | Сдача (треугольник)              | UFC 47                             | 2 апреля 2004    | 1     | 3:31  | Лас-Вегас, США          | Бой в лёгком весе.                                                     |
| Победа    | 9-1    | Лейф Ремедиос     | Единогласное решение             | Absolute Fighting Championships 6  | 6 декабря 2003   | 3     | 5:00  | Форт-Лодердейл, США     | Выиграл титул чемпиона AFC в полулёгком весе.                          |
| Победа    | 8-1    | Ринат Мирзабеков  | Сдача (скручивание пятки)        | Hardcore Fighting Championships 2  | 18 октября 2003  | 1     | 2:38  | Ревир, США              |                                                                        |
| Победа    | 7-1    | Марк Хоминик      | Сдача (скручивание пятки)        | TFC 8: Hell Raiser                 | 6 июня 2003      | 3     | N/A   | Толидо, США             |                                                                        |
| Победа    | 6-1    | Шон Грэм          | TKO (удары руками)               | Hardcore Fighting Championships 1  | 24 мая 2003      | 2     | 1:05  | Ревир, США              |                                                                        |
| Победа    | 5-1    | Майк Лардж        | Сдача (удушение сзади)           | TFC: Fightzone 7                   | 28 февраля 2003  | 1     | N/A   | Толидо, США             |                                                                        |
| Победа    | 4-1    | Билл Махоуни      | Сдача (удушение сзади)           | Mass Destruction 10                | 25 января 2003   | 3     | N/A   | Суонси, США             |                                                                        |
| Победа    | 3-1    | Эдвард Одквина    | Сдача (удушение сзади)           | USMMA 1: Ring of Fury              | 18 мая 2002      | 1     | N/A   | Лоуэлл, США             |                                                                        |
| Поражение | 2-1    | Эрмис Франса      | Сдача (треугольник)              | HOOKnSHOOT: Kings 1                | 17 ноября 2001   | 1     | 2:21  | Эвансвилл, США          | Бой в лёгком весе                                                      |
| Победа    | 2-0    | Винни Брайтман    | Сдача (удушение сзади)           | Mass Destruction 3                 | 4 августа 2001   | 1     | 3:30  | Суонси, США             |                                                                        |
| Победа    | 1-0    | Джефф Даринзо     | Сдача (американа)                | Mass Destruction 1                 | 1 апреля 2001    | 1     | 2:15  | Суонси, США             |                                                                        |